# Dąbrowa Rusiecka
Dąbrowa Rusiecka – wieś w Polsce położona w województwie łódzkim, w powiecie bełchatowskim, w gminie Rusiec.
Do 1954 roku istniała gmina Dąbrowa Rusiecka. W latach 1975–1998 miejscowość administracyjnie należała do województwa sieradzkiego. 
Wieś ta jest dosyć rozległa. Ma kilka kolonii, takich jak: Dębina, Błonie (centralna część wsi, nazywana tak przez starszych mieszkańców), Antonina. W centralnej części wsi znajduje się sklep, remiza OSP, niewielkie boisko piłkarskie, plac zabaw dla dzieci oraz basen przeciwpożarowy.